# Elizeu Dionizio

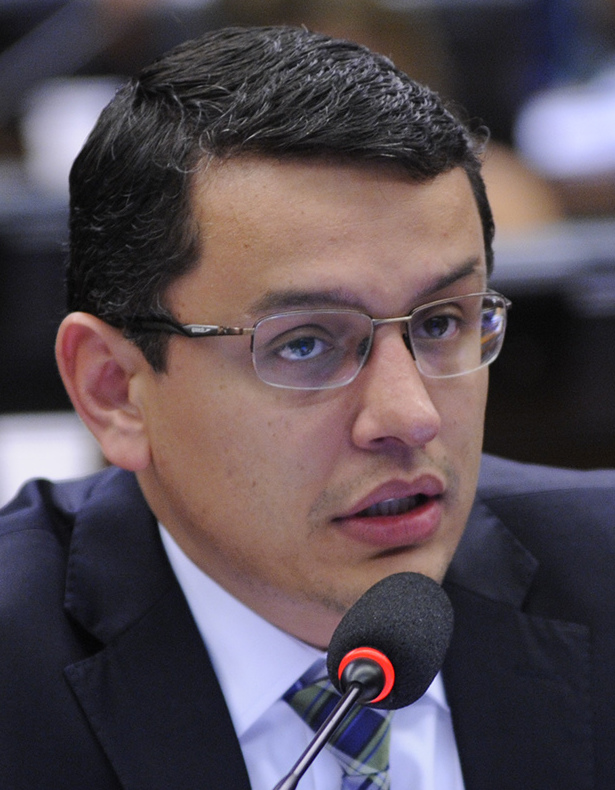
Dionizio em 2017.

Elizeu Dionízio Souza da Silva (Santa Teresa, 24 de janeiro de 1982) é um político brasileiro do estado do Mato Grosso do Sul.

## Biografia
Foi eleito primeiro suplente de deputado federal em 2014, para a 55.ª legislatura (2015-2019), pelo SDD. No entanto, assumiu o mandato, uma vez que um dos titulares, Marcio Monteiro, continuou no cargo que ocupava na Secretaria de Fazenda do Estado do Mato Grosso do Sul, assumindo apenas brevemente o mandato, no início da legislatura.
Votou a favor do Processo de impeachment de Dilma Rousseff. Posteriormente, foi favorável à PEC do Teto dos Gastos Públicos. Em abril de 2017 votou a favor da Reforma Trabalhista.  Em agosto de 2017 votou contra o processo em que se pedia abertura de investigação do então Presidente Michel Temer, ajudando a arquivar a denúncia do Ministério Público Federal.